# Província de Formosa
Formosa (en el text de la Constitució provincial: Província de Formosa) és una de les vint-i-tres províncies de la República Argentina. Al seu torn, és un dels vint-i-quatre estats autogovernats que conformen el país i un dels vint-i-quatre districtes electorals legislatius nacionals. La seva capital i ciutat més poblada és l'homònima Formosa.
És part de la regió del Gran Chaco. El nord-est de la ciutat limita amb Asunción, Paraguai, al sud limita amb la província de Província del Chaco i a l'oest amb Salta. És una de les províncies més pobres de l'Argentina.